# Metencephalon

Metencephalon, tedy mozeček a Varolův most

Metencephalon (česky někdy zadní mozek, jindy je tento termín vyhrazen pro rhombencephalon) je anatomická část mozku, která zahrnuje mozeček (cerebellum) a Varolův most (pons, pouze u savců). Mozeček je výduť, která se objevuje na zadní (dorzální) straně mozku u většiny obratlovců a zodpovídá za udržování rovnováhy.
U člověka je metencephalon v rámci vývoje CNS jednou ze dvou částí rhombencephala. Druhou částí je myelencephalon, který dává vzniknout prodloužené míše.